# سلیگمنایت
سلیگمنایت یک نوع کانی با فرمول شیمیایی PbCuAsS3 است. که در معدن لنگنباچ در کانتون وله ی سوئیس کشف شد، همچنین در معادن زیر نیز یافت شده است:
- معدن رارا در منطقه منطقه لیما در پرو
- معدن Tsumeb در منطقه اشیکوتو در نامیبیا
- معدن استرلینگ در شهرستان ساسکس، نیوجرسی, آمریکا.